# Lista de nazistas (F–K)
A lista de pessoas notáveis que em algum momento eram membros do extinto Partido Nazista (NSDAP). Isto não pretende ser uma lista de todas as pessoas que já foram membros do Partido Nazista. Esta é uma lista de figuras notáveis que estavam ativas dentro do partido que fizeram coisas importantes que é digno de nota histórica ou que eram membros do Partido Nazista de acordo com várias publicações confiáveis. Para obter uma lista dos principais líderes e figuras mais importantes do partido veja: Líderes e oficiais do Partido Nazista.
Visão geral A–E F–K L–R S–Z

## F
- Arnold Fanck[1]
- Gottfried Feder[2]
- Hermann Fegelein[3]
- Heinrich Fehlis[4]
- Lothar Fendler[5]
- Rudolf Fernau[6]
- Roderich Fick[7]
- Fidus[8]
- Karl Fiehler[9]
- Gerhard Fieseler[10]
- Hans Filbinger[11]
- August von Finck, Sr.[12]
- Wolfgang Finkelnburg[12]
- Hans Fischböck[13]
- Eugen Fischer[14]
- Franz Joseph Emil Fischer[15]
- Fritz Fischer (historiador)[15]
- Fritz Fischer (médico)[16]
- Ludwig Fischer[17]
- Josef Fitzthum[18]
- Hans Fleischhacker[19]
- Ulrich Fleischhauer[20]
- Rudolf Fleischmann[21]
- Gerhard Flesch[22]
- Friedrich Flick[23]
- Friedrich Karl Florian[24]
- Hermann Florstedt[24]
- Otto Förschner[25]
- Werner Forßmann[26]
- Albert Forster[27]
- Theodor Förster[28]
- Ernst Forsthoff[29]
- Wolfgang Fortner[30]
- Hans Frank[31]
- Karl Hermann Frank[32]
- August Frank[33]
- Walter Frank[34]
- Kurt Franz[35]
- Max Frauendorfer[36]
- Alfred Frauenfeld[37]
- Oswald Freisler[38]
- Roland Freisler[39]
- Fritz Freitag[40]
- Karl Frenzel[41]
- Albert Frey (oficial da SS)[42]
- Erik Frey[43]
- Wilhelm Frick[39]
- Frederico Cristiano de Schaumburgo-Lippe[44]
- Helmuth Friedrichs[45]
- Willy Fritsch[46]
- Karl Fritzsch[47]
- Gert Fröbe[48]
- Carl Froelich[49]
- Erich Fuchs[50]
- Wilhelm Fuchs[51]
- Walther Funk[52]
- Ferdinand aus der Fünten[53]

## G
- Fritz Gajewski[54]
- Albert Ganzenmüller[55]
- Heinrich Gattineau[56]
- Hermann Gauch[57]
- Edwin Gebauer[58]
- Karl Gebhardt[59]
- Arnold Gehlen[60]
- Willi Geiger (juiz)[61]
- Hans-Dietrich Genscher[62]
- Gerhard Gentzen[63]
- Karl Genzken[64]
- Achim Gercke[65]
- Herbert Gerigk[66]
- Karl Gerland[67]
- Kurt Gerstein[68]
- Kurt Gerstenberg[66]
- Wilhelm Gideon[69]
- Gustav Giemsa[70]
- Hermann Giesler[71]
- Paul Giesler[72]
- Kurt Gildisch[73]
- Herbert Otto Gille[74]
- Ernst Girzick[75]
- Hans Bernd Gisevius[76]
- Edmund Glaise von Horstenau[77]
- Fridolin Glass[78]
- Odilo Globocnik[79]
- Richard Glücks[79]
- Joseph Goebbels[80]
- Magda Goebbels[81]
- Alexander Golling[82]
- Alfons Goppel[83]
- Emmy Göring[84]
- Hermann Göring[85]
- Amon Göth[86]
- Curt von Gottberg[87]
- Josef Goubeau[88]
- Maximilian Grabner[89]
- Paul Graener[90]
- Siegfried Graetschus[91][92]
- Ulrich Graf[93]
- Hermann Grapow[94]
- Ernst-Robert Grawitz[89]
- Ulrich Greifelt[95]
- Josef Greindl[96]
- Arthur Greiser[97]
- Irma Grese[98][99]
- Wilhelm Grewe[100]
- Friedrich Griese[101]
- Jakob Grimminger[102]
- Josef Grohé[103]
- Heinrich Gross[104]
- Walter Gross[105]
- Alfred Großrock[106]
- Franz Grothe[107]
- Kurt Gruber[108]
- Walter Grundmann[109]
- Adam Grünewald[110]
- Günter Guillaume[111]
- Otto Günsche[112]
- Hans F. K. Günther[113]
- Rolf Günther[114]
- Wilhelm Gustloff[115]
- Erich Gutenberg[116]

## H
- Werner Haase[117]
- Theodor Habicht[118]
- Lorenz Hackenholt[119]
- Eugen Hadamovsky[120]
- Harry Haffner[121]
- Ludwig Hahn[122]
- Julius Hallervorden[123]
- Karl Ritter von Halt[124]
- Joachim Hamann[125]
- Ernst Hanfstaengl[126]
- Karl Hanke[127]
- Thea von Harbou[128]
- Otto Harder[129]
- Arvid Harnack[130]
- Heinrich Harrer[131]
- Wilhelm Harster[132]
- Fritz Hartjenstein[133]
- Johannes Hassebroek[134]
- Ulrich von Hassell[135]
- Jakob Wilhelm Hauer[136]
- Paul Hausser[137]
- Emil Haussmann[138]
- Franz Hayler[139]
- Richard von Hegener[140]
- Martin Heidegger[141]
- Erhard Heiden[142]
- Aribert Heim[143]
- Heinrich Heim[144]
- Karl-Günther Heimsoth[145]
- Edmund Heines[141]
- Ernst Heinkel[146]
- Hans Heinze[147]
- August Heißmeyer[148]
- Kurt Heißmeyer[149]
- Wolf-Heinrich Graf von Helldorf[150]
- Otto Hellmuth[151]
- Otto Hellwig[152]
- Hans Helwig[153]
- Konrad Henlein[154]
- Wilhelm Henning[155]
- Willibald Hentschel[156]
- Nikolaus Herbet[157]
- Maximilian von Herff
- Gottlieb Hering[158]
- Albert Herrmann[159]
- Rudolf Heß[160]
- Prince Christoph of Hesse[161]
- Walther Hewel[162]
- Erich von der Heyde[163]
- Werner Heyde[164]
- Lina Heydrich[165][166]
- Reinhard Heydrich[167]
- Eduard von der Heydt[168]
- Friedrich August von der Heydte[169]
- Konstantin Hierl[170]
- Dieter Hildebrandt[171]
- Friedrich Hildebrandt[172]
- Richard Hildebrandt[173]
- Erich Hilgenfeldt[174]
- Ernst Hermann Himmler[175]
- Gebhard Ludwig Himmler[175]
- Heinrich Himmler[176]
- Margarete Himmler[177][178]
- Hans Hinkel[179]
- Fritz Hippler[180]
- August Hirt[181]
- Adolf Hitler[182]
- Karl-Friedrich Höcker[183]
- Franz Hofer[184]
- Werner Höfer[185]
- Hermann Höfle[186]
- Hermann Höfle (general da SS)[187]
- Albert Hoffmann[188]
- Heinrich Hoffmann[189]
- Otto Hofmann[190]
- Ludwig Hohlwein[191]
- Walter Höllerer[192]
- Hans Egon Holthusen[193]
- Karl Holz (nazista)[194]
- Eugen Hönig[195]
- Paul-Werner Hoppe[196]
- Heinrich Hörlein[197]
- Rudolf Höß[198]
- Franz Hössler[199]
- Wilhelm Höttl[200]
- Waldemar Hoven[201]
- Franz Josef Huber[202]
- Adolf Hühnlein[203]
- Sigrid Hunke[204]
- Walter Huppenkothen[205]
- Hans Hüttig[206]

## I
- Max Ilgner[207]
- Fritz Emil Irrgang[208]
- Alfred Ittner[209]

## J
- Georg Jacoby[210]
- Friedrich Gustav Jaeger[211]
- Karl Jäger[212]
- Erich Jahn[213]
- Franz Jakob[214]
- Gerhart Jander[215]
- Herbert Jankuhn[216]
- Herbert Janssen[217]
- Friedrich Jeckeln[218]
- Walter Jens[219]
- Georg Ludwig Jochum[220]
- Hanns Johst[221]
- Georg Joos[222]
- Oskar Joost[223]
- Pascual Jordan[224]
- Rudolf Jordan[225]
- Heinz Jost[226]
- Philipp Wilhelm Jung[227]
- Rudolf Jung[228]
- Heinz Jürgens (oficial da SS)[229]
- Hugo Jury[230]
- Hans Jüttner[231]
- Phil Jutzi[232]